# Ciclocròs de Laudio
El Ciclocròs de Laudio (oficialment Ziklokross Laudio) és una cursa ciclista de la modalitat de ciclocròs que es disputa cada octubre a Laudio al País Basc.

## Palmarès masculí
| Any  | Vencedor         | Segon                    | Tercer           |
| ---- | ---------------- | ------------------------ | ---------------- |
| 2010 | Egoitz Murgoitio | Aitor Hernández          | Erlantz Uriarte  |
| 2013 | Aitor Hernández  | Aketza Peña              | Egoitz Murgoitio |
| 2014 | Aitor Hernández  | Felipe Orts              | Kevin Suárez     |
| 2015 | Aitor Hernández  | Javier Ruiz de Larrinaga | Felipe Orts      |
| 2016 | Ismael Esteban   | Kevin Suárez             | Aitor Hernández  |
| 2017 | Felipe Orts      | Tony Periou              | Aitor Hernández  |

## Palmarès femení
| Any  | Vencedora     | Segona                 | Tercera         |
| ---- | ------------- | ---------------------- | --------------- |
| 2013 | Rocío Gamonal | Aida Nuño              | Lucía González  |
| 2014 | Aida Nuño     | Rocío Gamonal          | Lucía González  |
| 2015 | Aida Nuño     | Lucía González         | Alicia González |
| 2016 | Aida Nuño     | Gaëlle Poirier-Carreau | Eider Merino    |
| 2017 | Aida Nuño     | Lucía González         | Anaïs Grimault  |